# Руем
Руе́м (рос. Руэм, марій. Руэм) — селище у складі Медведевського району Марій Ел, Росія. Адміністративний центр Руемського сільського поселення.

## Населення
Населення — 3319 осіб (2010; 3577 у 2002).
Національний склад (станом на 2002 рік):
- лучні марійці — 47 %
- росіяни — 45 %